# سرکواران
سرکواران، روستایی از توابع بخش مرکزی شهرستان بافت در استان کرمان ایران است. 

## جمعیت
این روستا در دهستان بزنجان قرار دارد و براساس سرشماری مرکز آمار ایران در سال ۱۳۸۵، جمعیت آن زیر سه خانوار بوده‌است.